# Loverboy (2005)
Loverboy (Alternativtitel: Sanfte Gewalt) ist ein US-amerikanisches Filmdrama von Kevin Bacon aus dem Jahr 2005. Die Hauptrolle spielte Kyra Sedgwick.
Die Story beruht auf einem gleichnamigen Roman von Victoria Redel und handelt von der übertriebenen Liebe einer Mutter zu ihrem einzigen Kind, die sie paranoid werden lässt und in den Suizid treibt.

## Handlung
Emily Stoll wurde als Kind von ihren Eltern Marty und Sybil emotional vernachlässigt. Als ihr Vater erkrankt, begehen ihre Eltern gemeinschaftlichen Selbstmord und lassen die Tochter allein zurück. So ist sie bei Mrs. Harker, der Nachbarin aufgewachsen, die ihr eine sehr fürsorgliche Pflegemutter war.
Mittlerweile ist Emily zwar finanziell unabhängig, aber äußerst depressiv. Sie versucht verzweifelt schwanger zu werden und hat dafür mit den verschiedensten Männern Geschlechtsverkehr. Nach einer Fehlgeburt will sie schließlich aufgeben, doch das Schicksal meint es endlich gut und sie wird schwanger. Emily bekommt einen Sohn, den sie nun allein erzieht. Fortan stellt sie Paul in den Mittelpunkt ihres Lebens. Sie isoliert ihn von anderen Menschen und will ihn zunächst nicht einschulen lassen. Um ihm besonders nahe zu sein, schlafen beide oftmals in einem Zelt oder auch im Auto. Im Urlaub vor seiner Einschulung lernt sie einen Geologen kennen, den Paul als Vaterfigur betrachtet. Das stört Emily zunächst, jedoch bietet sich hierdurch auch eine willkommene Möglichkeit, Paul durch ein längeres Verweilen am Urlaubsort von der Schule fernzuhalten. Als er dann doch zur Schule geht, erträgt sie nicht, dass er sich anpasst und Freunde findet. Sie versucht, seine schwindende Aufmerksamkeit zurückzugewinnen und meldet ihn aufgrund erfundener Allergien des Öfteren bei der Schule krank, um mit ihm Ausflüge zu unternehmen. Die Lehrer kommen aber schnell dahinter und weisen sie darauf hin, dass sie wahnsinnig und paranoid sei.
Eines Abends übernachtet sie wieder mit Paul im Auto, dieses Mal allerdings in der geschlossenen Garage mit laufendem Motor, um sich beide mit den Abgasen umzubringen. Emily stirbt, doch Paul gelingt es noch, aus dem Auto zu klettern. Allerdings bricht er vor dem Wagen bewusstlos zusammen, wo er am nächsten Morgen vom Nachbarn gefunden wird. Er lebt und wird auch wieder gesund.

## Hintergrund
Loverboy ist stark vom Schauspielerehepaar Bacon/Sedgwick geprägt. Kyra Sedgwick und ihr Ehemann Kevin Bacon fungierten als Produzenten, sie selbst übernahm die Hauptrolle und Bacon führte Regie. Ihre beiden Kinder, Sosie Bacon und Travis Bacon spielen ebenfalls mit und Bacons Bruder steuerte die Filmmusik bei. Gastauftritte wurden von den befreundeten Schauspielern Matt Dillon und Sandra Bullock übernommen. In den Kinos der USA lief der Film ab dem 16. Juni 2006. In Deutschland war der Film ab dem 21. Juni 2007 als DVD erhältlich.

## Kritiken
- Kyle Smith lobte in der New York Post die Regie des in dieser Funktion debütierenden Kevin Bacon.
- Carina Chocano bescheinigte dem Film im Los Angeles Times „Humor“ und „Energie“.

Kai Vollbrecht schreibt bei Zelluloid.de: „Schauspieler Kevin Bacon ist mit dieser Literaturverfilmung ein gutes Regiedebüt gelungen. Er versteht es schöne Orte, wunderschöne und schwierige zwischenmenschliche Beziehungen und vor allem auch die eigene Ehefrau beeindruckend in Szene zu setzen. Die Szenen aus den 70er Jahren, in denen er auch als Darsteller auftritt, treffen das Zeitkolorit hervorragend.“
Bei Moviesection.de urteilt Thomas Ays positiv und vergibt alle fünf möglichen Sterne. Er lobt Bacons Regiedebüt und meint, dass er es sehr „eindrucksvoll angepackt und umgesetzt“ habe. „Es ist ein eindrucksvolles und außergewöhnliches Portrait einer andersartigen Frau geworden, das man nicht leichtfertig beurteilen und durchwinken kann. Zumindest mit den Ansätzen ihrer Figur sollte man sich gesellschaftlich beschäftigen.“